# Pilotrichaceae
Pilotrichaceae là một họ rêu trong bộ Hookeriales.